# 渡邉諒
- 渡辺諒

渡邉 諒（わたなべ りょう、1995年4月30日 - ）は、茨城県土浦市出身のプロ野球選手（内野手）。右投右打。阪神タイガース所属。

## 経歴

### プロ入り前
小学1年生から軟式野球チームの「土浦サニーズ」で三塁手として野球を始め、小学4年生から硬式野球チームの「竜ヶ崎リトル」に所属。中学校に入って「竜ヶ崎シニア」に移ってからは2年生の3月に遊撃手として全国選抜大会に出場した。また、土浦三中時代は陸上部にも所属し、100メートル走・11秒4を記録し、茨城県大会2位で関東大会に出場した経歴を持つ。

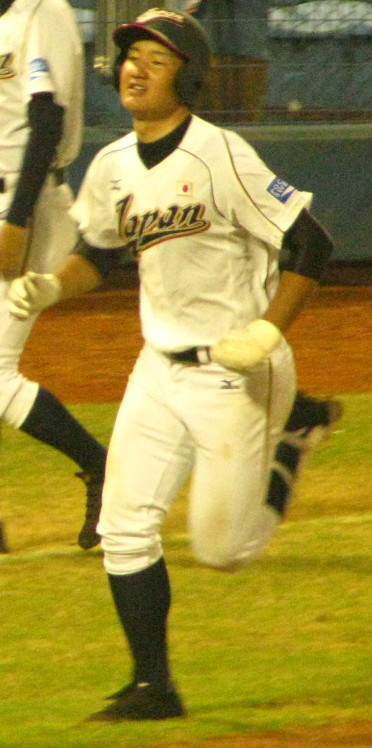
第26回AAA世界野球選手権大会にて
（2013年9月6日）

高校は2学年上の高橋周平に憧れ、東海大甲府高校に進学。野球部の選手寮ではその高橋と同部屋だった。高校では1年春からベンチ入りし、同年夏には3年生の高橋を押しのけて4番打者を務め、一塁手のレギュラーとなった。2年夏には第94回全国高等学校野球選手権大会に出場し、2回戦（対龍谷大平安高戦）では本塁打を放った。3年時には主将となったが、甲子園出場はならなかった。同年9月に行われたU18W杯日本代表に選出され、キューバ戦で高校通算39本目の本塁打を放った。また、高校の2学年後輩には髙部瑛斗がいた。
2013年のドラフト会議では北海道日本ハムファイターズから3度の抽選失敗（松井裕樹、柿田裕太、岩貞祐太）後に1位指名を受けた。11月15日、契約金7500万円、年俸680万円で入団に合意した（金額は推定）。背番号は23。

### 日本ハム時代

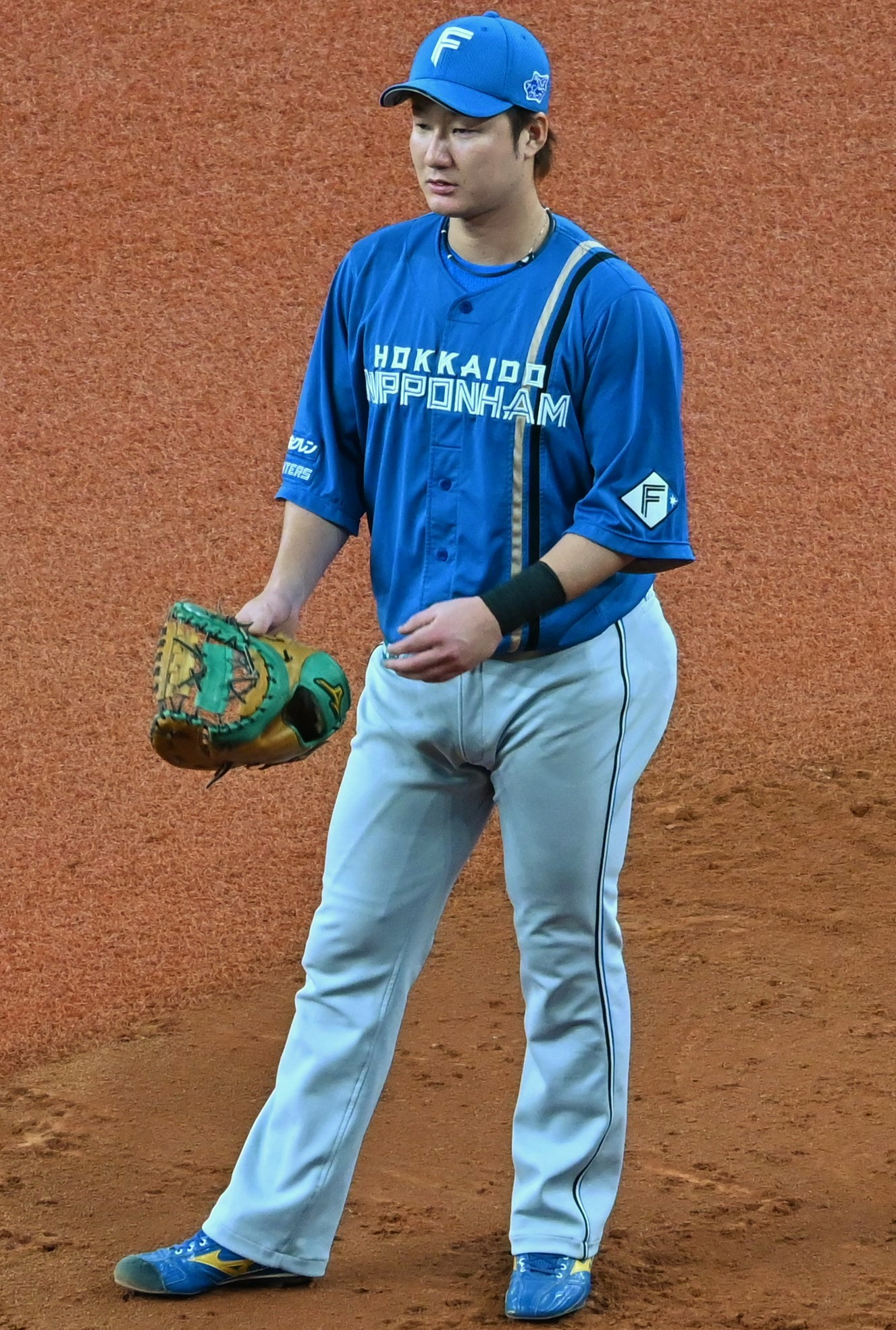
北海道日本ハムファイターズ時代
（2022年4月3日 京セラドーム大阪）

2016年は、9月30日の千葉ロッテマリーンズ戦でチェン・グァンユウからライトポール際にプロ初本塁打を放った。
2017年は、3月9日に行われた福岡ソフトバンクホークスとのオープン戦で自身初めて外野手（右翼手）として出場した。同年はシーズンでも一軍・二軍ともに外野手としての出場があった。
2018年は、序盤は田中賢介や石井一成、横尾俊建らが二塁手で起用されており、二軍暮らしが続いた。7月より一軍に昇格すると、7月20日のソフトバンク戦でリック・バンデンハークから2打席連続本塁打を放ち、試合後は自身初となる本拠地でのヒーローインタビューを受けた。8月17日の埼玉西武ライオンズ戦では菊池雄星から本塁打を打ち、その後の打席でも安打を打ってプロ初の猛打賞を記録した。同年は終盤戦から二塁のレギュラーの座を掴んだ。
2019年は、春季キャンプ中に肉離れにより戦列を離れ、3月19日のイースタン・リーグの東京ヤクルトスワローズ戦で実践復帰した。4月5日に一軍に昇格すると、同日の西武戦に「7番・二塁手」として先発出場し、最終打席で本塁打を打った。以降はレギュラーに定着し、132試合に出場して自身初となる規定打席に到達するなど、飛躍の年となった。
2020年は、新型コロナウイルスの影響で120試合制の短縮シーズンであったが正二塁手として117試合に出場。UZRが-13.7と前年(-5.4)以上に悪化し守備には課題を残したものの、バッティングでは直球破壊王子の愛称どおり直球に対して打率.299・6本塁打と強さを見せキャリアハイとなる打率.283・OPS.725を記録した。
2021年は、チーム内でのクラスター発生の影響で戦列を離れた時期もあったが正二塁手として出場を続けた。しかし79試合の出場で打率.242・OPS.636、特に得意としていた直球に対して打率.256・0本塁打と打撃不振が続き、8月21日に登録抹消となった。以降は二軍再調整が続き、9月19日の二軍戦では右太もも裏の肉離れを発症。リハビリを終えると、この年限りで勇退する監督の栗山英樹の期待もあって10月24日に一軍再昇格。同日のロッテ戦では2018年以来3年ぶりとなる三塁守備から途中出場し、9回表の復帰後初打席でヒットを放った。10月29日のロッテ戦では4か月ぶりの本塁打も放ったものの、シーズン全体では83試合の出場で打率.242・3本塁打・29打点という成績にとどまった。
2022年は、長年課題となっていた守備難を克服するために、一塁手などの別のポジションにも挑戦した。しかし、打撃が改善されず、守備でも8月8日に試合前練習のノック守備の脆さから二軍に落とされた。さらに、内野において新人の上川畑大悟や清宮幸太郎、野村佑希、新助っ人のアリスメンディ・アルカンタラ、石井一成、谷内亮太らの出場機会が多くなったことで渡邉の出場機会が減少。最終的には一軍、二軍の行き来を繰り返したことから21試合の出場に終わり、打率.233、0本塁打、2打点、得点圏打率も.091にとどまり、上記8月8日以降は一軍出場が無かった。

### 阪神時代
2022年シーズンオフの10月18日に、江越大賀・齋藤友貴哉とのトレードで髙濱祐仁と共に阪神タイガースに移籍した。背番号は25。
2023年、4月13日の読売ジャイアンツ戦に「3番・三塁手」として先発出場し、第2打席には、シーズン初安打となる本塁打を記録した。守備でも好守を連発し、お立ち台に上がった。シーズンでは59試合の出場にとどまったものの、同年の日本シリーズ第1戦で「7番・指名打者」で先発出場を果たし、山本由伸から先制適時打を放つ活躍を見せた。11月20日、250万円減となる推定年俸3750万円で契約を更改した。
2024年は開幕を二軍で迎えたものの、失策を連発した佐藤輝明が登録抹消されたことに伴い5月15日に一軍昇格すると、同日の試合に先発出場し、同年初安打を記録。5月25日の巨人戦ではシーズン初本塁打が決勝本塁打となった。8月13日の巨人戦（東京ドーム）では7回一死満塁の局面で左中間を破る走者一掃の適時二塁打を放ち、これが決勝点となった。この年はそのままシーズン終了まで一軍に帯同し、最終的に前年を上回る67試合に出場した。オフに、250万円増の推定年俸4000万円で契約を更改した。

## 選手としての特徴

### 打撃
思い切りの良いスイングから広角に長打を飛ばすパンチ力が魅力。また直球に滅法強く、「直球破壊王子」の異名を持つ。

#### 守備・走塁
二塁を中心に内野全ポジション、外野の右翼、左翼もこなせるユーティリティープレイヤー。高い身体能力の持ち主で、本職の二塁では足の運びと反応の良さ、そして巧みなグラブ捌きと強肩を活かしたプレーが特徴。一方で、プロ入りから失策が多く堅実性を課題としている。
50m走のタイム6秒1の俊足、遠投105mの強肩を誇る。

## 人物
愛称は「ナベ」、「なべりょ」。
走・攻・守3拍子揃った選手が目標で、「プロでは3割・30本塁打・30盗塁できる選手になりたい」とプロ入り前に語っている。

## 詳細情報

### 年度別打撃成績
| 年 度      | 球 団      | 試 合 | 打 席 | 打 数 | 得 点 | 安 打 | 二 塁 打 | 三 塁 打 | 本 塁 打 | 塁 打 | 打 点 | 盗 塁 | 盗 塁 死 | 犠 打 | 犠 飛 | 四 球 | 敬 遠 | 死 球 | 三 振 | 併 殺 打 | 打 率 | 出 塁 率 | 長 打 率 | O P S |
| ---------- | ---------- | ----- | ----- | ----- | ----- | ----- | -------- | -------- | -------- | ----- | ----- | ----- | -------- | ----- | ----- | ----- | ----- | ----- | ----- | -------- | ----- | -------- | -------- | ----- |
| 2014       | 日本ハム   | 2     | 6     | 5     | 0     | 1     | 0        | 0        | 0        | 1     | 0     | 0     | 0        | 0     | 0     | 1     | 0     | 0     | 3     | 0        | .200  | .333     | .200     | .533  |
| 2015       | 日本ハム   | 9     | 13    | 13    | 0     | 2     | 0        | 0        | 0        | 2     | 0     | 0     | 0        | 0     | 0     | 0     | 0     | 0     | 4     | 0        | .154  | .154     | .154     | .308  |
| 2016       | 日本ハム   | 1     | 3     | 3     | 1     | 1     | 0        | 0        | 1        | 4     | 1     | 0     | 0        | 0     | 0     | 0     | 0     | 0     | 0     | 0        | .333  | .333     | 1.333    | 1.667 |
| 2017       | 日本ハム   | 22    | 35    | 30    | 4     | 4     | 1        | 1        | 0        | 7     | 2     | 0     | 0        | 2     | 0     | 3     | 0     | 0     | 13    | 0        | .133  | .212     | .233     | .445  |
| 2018       | 日本ハム   | 60    | 183   | 161   | 17    | 39    | 7        | 0        | 7        | 67    | 14    | 1     | 0        | 8     | 1     | 11    | 0     | 2     | 43    | 7        | .242  | .297     | .416     | .713  |
| 2019       | 日本ハム   | 132   | 543   | 481   | 60    | 126   | 16       | 5        | 11       | 185   | 58    | 0     | 2        | 3     | 5     | 48    | 0     | 6     | 120   | 8        | .262  | .333     | .385     | .718  |
| 2020       | 日本ハム   | 117   | 465   | 414   | 49    | 117   | 13       | 4        | 6        | 156   | 39    | 4     | 2        | 5     | 3     | 30    | 0     | 0     | 81    | 9        | .283  | .348     | .377     | .725  |
| 2021       | 日本ハム   | 83    | 325   | 281   | 21    | 68    | 13       | 0        | 3        | 90    | 29    | 5     | 1        | 4     | 3     | 43    | 1     | 7     | 72    | 12       | .242  | .327     | .320     | .647  |
| 2022       | 日本ハム   | 21    | 64    | 60    | 11    | 14    | 4        | 2        | 0        | 22    | 2     | 0     | 0        | 0     | 0     | 3     | 0     | 1     | 17    | 1        | .233  | .281     | .367     | .648  |
| 2023       | 阪神       | 59    | 85    | 79    | 8     | 14    | 4        | 0        | 2        | 24    | 10    | 0     | 0        | 0     | 1     | 5     | 1     | 0     | 18    | 5        | .177  | .224     | .304     | .527  |
| 2024       | 阪神       | 67    | 137   | 123   | 7     | 32    | 5        | 0        | 2        | 43    | 11    | 0     | 1        | 0     | 2     | 11    | 0     | 1     | 34    | 2        | .260  | .321     | .350     | .671  |
| 通算：11年 | 通算：11年 | 573   | 1859  | 1650  | 178   | 418   | 63       | 12       | 32       | 601   | 166   | 10    | 6        | 22    | 15    | 155   | 2     | 17    | 405   | 44       | .253  | .321     | .364     | .685  |

- 2024年度シーズン終了時

### 年度別守備成績
内野守備
| 年 度 | 球 団    | 一塁  | 一塁  | 一塁  | 一塁  | 一塁  | 一塁     | 二塁  | 二塁  | 二塁  | 二塁  | 二塁  | 二塁     | 三塁  | 三塁  | 三塁  | 三塁  | 三塁  | 三塁     | 遊撃  | 遊撃  | 遊撃  | 遊撃  | 遊撃  | 遊撃     |
| 年 度 | 球 団    | 試 合 | 刺 殺 | 補 殺 | 失 策 | 併 殺 | 守 備 率 | 試 合 | 刺 殺 | 補 殺 | 失 策 | 併 殺 | 守 備 率 | 試 合 | 刺 殺 | 補 殺 | 失 策 | 併 殺 | 守 備 率 | 試 合 | 刺 殺 | 補 殺 | 失 策 | 併 殺 | 守 備 率 |
| ----- | -------- | ----- | ----- | ----- | ----- | ----- | -------- | ----- | ----- | ----- | ----- | ----- | -------- | ----- | ----- | ----- | ----- | ----- | -------- | ----- | ----- | ----- | ----- | ----- | -------- |
| 2014  | 日本ハム | -     | -     | -     | -     | -     | -        | -     | -     | -     | -     | -     | -        | 1     | 1     | 1     | 0     | 0     | 1.000    | 1     | 1     | 2     | 0     | 0     | 1.000    |
| 2015  | 日本ハム | -     | -     | -     | -     | -     | -        | 6     | 7     | 9     | 0     | 1     | 1.000    | 2     | 0     | 0     | 1     | 0     | .000     | -     | -     | -     | -     | -     | -        |
| 2016  | 日本ハム | -     | -     | -     | -     | -     | -        | 1     | 1     | 2     | 0     | 0     | 1.000    | -     | -     | -     | -     | -     | -        | -     | -     | -     | -     | -     | -        |
| 2017  | 日本ハム | 1     | 1     | 0     | 0     | 1     | 1.000    | 8     | 11    | 12    | 2     | 2     | .920     | -     | -     | -     | -     | -     | -        | 2     | 0     | 1     | 0     | 0     | 1.000    |
| 2018  | 日本ハム | 1     | 0     | 0     | 0     | 0     | ----     | 57    | 94    | 150   | 6     | 29    | .976     | 3     | 3     | 5     | 1     | 0     | .889     | -     | -     | -     | -     | -     | -        |
| 2019  | 日本ハム | -     | -     | -     | -     | -     | -        | 132   | 258   | 373   | 11    | 65    | .983     | -     | -     | -     | -     | -     | -        | -     | -     | -     | -     | -     | -        |
| 2020  | 日本ハム | -     | -     | -     | -     | -     | -        | 116   | 202   | 285   | 8     | 59    | .984     | -     | -     | -     | -     | -     | -        | -     | -     | -     | -     | -     | -        |
| 2021  | 日本ハム | -     | -     | -     | -     | -     | -        | 81    | 179   | 205   | 7     | 58    | .982     | 1     | 0     | 0     | 0     | 0     | .---     | -     | -     | -     | -     | -     | -        |
| 2022  | 日本ハム | 11    | 64    | 2     | 0     | 6     | 1.000    | 7     | 8     | 23    | 1     | 2     | .969     | -     | -     | -     | -     | -     | -        | -     | -     | -     | -     | -     | -        |
| 2023  | 阪神     | -     | -     | -     | -     | -     | -        | -     | -     | -     | -     | -     | -        | 8     | 8     | 11    | 3     | 2     | .864     | -     | -     | -     | -     | -     | -        |
| 2024  | 阪神     | 10    | 81    | 6     | 0     | 7     | 1.000    | 1     | 1     | 4     | 1     | 0     | 1.000    | 16    | 14    | 26    | 4     | 2     | .909     | -     | -     | -     | -     | -     | -        |
| 通算  | 通算     | 23    | 146   | 8     | 0     | 14    | 1.000    | 409   | 761   | 1063  | 36    | 216   | .981     | 31    | 26    | 43    | 9     | 4     | .885     | 3     | 1     | 3     | 0     | 0     | 1.000    |

外野守備
| 年 度 | 球 団    | 外野  | 外野  | 外野  | 外野  | 外野  | 外野     |
| 年 度 | 球 団    | 試 合 | 刺 殺 | 補 殺 | 失 策 | 併 殺 | 守 備 率 |
| ----- | -------- | ----- | ----- | ----- | ----- | ----- | -------- |
| 2017  | 日本ハム | 4     | 2     | 0     | 0     | 0     | 1.000    |
| 通算  | 通算     | 4     | 2     | 0     | 0     | 0     | 1.000    |

- 2024年度シーズン終了時

### 記録
初記録
- 初出場・初先発出場：2014年9月30日、対埼玉西武ライオンズ23回戦（札幌ドーム）、「8番・遊撃手」で先発出場
- 初打席：同上、2回裏に藤原良平から空振り三振
- 初安打：2014年10月2日、対埼玉西武ライオンズ24回戦（西武ドーム）、6回表に岡本篤志から左前安打
- 初本塁打・初打点：2016年9月30日、対千葉ロッテマリーンズ25回戦（札幌ドーム）、2回裏にチェン・グァンユウから右越ソロ
- 初盗塁：2018年8月31日、対千葉ロッテマリーンズ21回戦（ZOZOマリンスタジアム）、3回表に二盗（投手：二木康太、捕手：田村龍弘）

### 背番号
- 23（2014年[4] - 2022年）
- 25（2023年[21] - ）